# Poule-les-Écharmeaux
Poule-les-Écharmeaux es una comuna francesa situada en el departamento de Ródano, de la región de Auvernia-Ródano-Alpes.

## Demografía
| 1114 | 1025 | 832 | 795 | 838 | 834 | 956 | 1 095 |
| Para los censos de 1962 a 1999 la población legal corresponde a la población sin duplicidades (Fuente: INSEE [Consultar]) |      |     |     |     |     |     |       |